# Pedro Alberni
Pedro Alberni Teixidor (Tortosa, Tarragona, Cataluña, 1747 — Monterrey, en la actual California, E.U.A., 11 de marzo de 1802) fue un oficial militar español que sirvió como mando de la Primera Compañía Franca de Voluntarios de Cataluña destacada en California y en la isla de Nutca (en la actual Columbia Británica, Canadá).
De joven ingresó en el Segundo Regimiento del cuerpo de Voluntarios Catalanes, donde desarrollaría una larga carrera, alcanzando el grado de subteniente en 1773.
En 1767 pasó a América. En México participó en las campañas de Cerro Prieto y fue comandante de la provincia de Nayarit durante 7 años.

## Nutca
En agosto de 1789 el Virrey de Nueva España Manuel Antonio Flores ordenó restablecer el fuerte de San Miguel, en Nutca (junto a la Isla de Vancouver). Por ello, al frente de la Primera Compañía Franca de Voluntarios de Cataluña, Alberni partió hacia la base naval de San Blas (Nueva España), donde se uniría a otras fuerzas encargadas de acompañarle hacia su destino. La expedición, embarcada en tres naves, zarpó de San Blas el 3 de febrero de 1790 y arribó a Nutca el 5 de abril.
Alberni, que hizo la travesía en el Concepción acompañado por unos 90 marineros y artesanos catalanes bajo su mando, realizó una intensa labor de reconstrucción de la plaza: fortificación, defensa artillera (20 cañones) desde tierra y mar, construcción de barracones, casas del comandante y el capitán, enfermería, fragua y horno, y huerto para cultivo de muchos tipos de vegetales. Llevó un registro periódico de las temperaturas del lugar e hizo una recopilación de palabras nativas con su equivalente en español. Sus anotaciones fueron empleadas por José Mariano Mociño, naturalista y cronista de Nutca, y por el conocido marino y científico Alejandro Malaspina. En 1791, exploró el Pacífico Norte junto al criollo Manuel Quimper.
Después de dos años de desempeño en Nutca, Alberni es llamado por el Virrey Revillagigedo a México, donde recibe su nombramiento como Gobernador y Comandante de Armas del Fuerte de San Miguel.

## México y California
En julio de 1792, y con el grado de teniente coronel, es enviado a Veracruz como comandante de la fortaleza de San Juan de Ulúa, cargo que ocupa 8 meses, tras los cuales fue destinado a Guadalajara.
En abril de 1796, siguiendo órdenes del nuevo Virrey de Nueva España, el marqués de Branciforte, Alberni partió a California con 72 hombres para proteger las guarniciones españolas de Monterrey, Santa Bárbara, San Diego y San Francisco. A su paso por el río San Lorenzo fundó Villa Branciforte (en lo que hoy es Santa Cruz) en honor al Virrey.
En 1800 fue designado gobernador interino de California y comandante conjunto de las cuatro fortalezas antes citadas, a la espera del nombramiento de un sucesor. El 11 de marzo de 1802 murió en Monterrey, a causa de un edema.
El marino Francisco de Eliza llamó Canal de Alberni a una de las calas de la Isla de Vancouver, en honor al militar catalán junto al que sirvió.
En 1861, el capitán británico George Henry Richards bautizó a una de las poblaciones de la Isla de Vancouver, comunicada con el Pacífico por el canal antes citado, con el nombre de Port Alberni.